# 赤脚大仙
赤脚大仙是中国民间信仰和道教的神仙，是仙界的散仙，以赤脚为特点。

## 形象
在小说中，赤脚大仙总是在四处云游，以其赤脚装束最为独特。民间传说赤脚大仙常下凡到人间，帮助人们铲除妖魔。《西游记》中，赤脚大仙被孙悟空蒙骗，离开瑶池大会，往通明殿去了。

## 相关
- 赤脚大仙种子丸